# Tom Coolen
Thomas „Tom” Coolen (ur. 20 listopada 1953 w Halifax, Nowa Szkocja) – kanadyjski hokeista, trener.

## Kariera
- Varsity Reds (1982-1984), asystent trenera
- Ferris State Bulldogs (1985-1986), asystent trenera
- Acadia Axemen (1987-1995), główny trener
- Team Canada (1992/1993), asystent trenera
- Saint John Flames (1995-1996), asystent trenera
- Team Canada (1996/1997), asystent trenera
- Kaufbeurer Adler (1996-1998), główny trener
- Waco Wizards (1998), główny trener
- Varsity Reds (1998-2000), główny trener
- Moncton Wildcats (2000-XI.2001), główny trener
- HC Bolzano (2001/2002), główny trener
- HC Ambrì-Piotta (2002/2003), asystent trenera
- VEU Feldkirch (2003), główny trener
- Lausanne HC (2003/2004), asystent trenera
- Frederikshavn White Hawks (2005-2006), główny trener
- HIFK (2006-2007), główny trener
- Fischtown Pinguins Bremerhaven (2007-2008), główny trener
- Amarillo Gorillas (2008-2009), główny trener
- Reprezentacja Łotwy (2012-2015), asystent trenera
- Buffalo Sabres (2014-2015), asystent trenera
- Grand Falls-Windsor Cataracts (2015-2016), główny trener
- Tauron KH GKS Katowice (2017-2019), główny trener
- Reprezentacja Polski (2017-2018), asystent selekcjonera
- Re-Plast Unia Oświęcim (2021-2022), główny trener
- HK Dukla Ingema Michalovce (2022), główny trener

Na początku lat 80 XX w. został trenerem hokejowym. Do połowy lat 90 XX w. oraz od 1998 do 2000 trenował zespoły uniwersyteckie w kanadyjskich uczelnianych rozgrywkach CIAU (Canadian Interuniversity Athletics Union), w tym przez osiem lat drużynę z Uniwersytetu Acadia w Wolfville oraz dwukrotnie ekipę Varsity Reds z Uniwersytetu Nowego Brunszwiku i drużynę z Ferris State University. Później prowadził zespoły głównie w seniorskich rozgrywkach: amerykańskiej AHL, dwa lata w niemieckiej DEL, dwa lata w juniorskiej kanadyjskiej lidze QMJHL od 2000 do 2002, po czym ponownie pracował w Europie trenując kluby we włoskiej Serie A, szwajcarskiej NLA, austriackiej EBEL, duńskiej Superlidze, fińskiej Liiga, niemieckiej 2. Bundeslidze. W sezonie 2008/2009 był szkoleniowcem drużyny Amarillo Gorillaz w lidze CHL. Pracował także z kadrami narodowymi. W sezonach 1992/1993 i 1996/1997 był asystentem trenera zespole Kanady. Od października 2012 do 2015 był asystentem selekcjonera kadry narodowej Łotwy, swojego rodaka Teda Nolana, pracując w sztabie trenerskim podczas mistrzostw świata 2013, 2014, 2015 oraz zimowych igrzysk olimpijskich 2014 w Soczi, gdzie w ćwierćfinale Łotwa uległa nieznacznie Kanadzie 1:2. Od sierpnia 2014 był asystentem trenera Nolana w klubie Buffalo Sabres, pracując w sezonie NHL (2014/2015), w którym jego drużyna uzyskała najmniej punktów z wszystkich 30 uczestników ligi. Od 2015 do 2017 był trenerem drużyny Grand Falls-Windsor Cataracts w lidze Central West Senior Hockey League (CWSHL). Równolegle uczył wówczas w szkole w Fredericton. W czerwcu 2017 został ogłoszony trenerem drużyny Tauron KH GKS Katowice w Polskiej Hokej Lidze (jego asystentem został Piotr Sarnik). Równolegle 11 lipca 2017 został ogłoszony także asystentem nowego selekcjonera reprezentacji Polski, którym mianowano Teda Nolana. Po turnieju mistrzostw świata Dywizji I Grupy A edycji 2018, w którym Polska została zdegradowana do Dywizji IB, obaj trenerzy zostali zwolnieni ze stanowisk w sztabie kadry Polski. Po sezonie 2018/2019 Coolen odszedł ze stanowiska trenera GKS Katowice. Pod koniec kwietnia 2021 ogłoszono jego angaż na stanowisko głównego trenera Re-Plast Unii Oświęcim. Po sezonie 2021/2022 odszedł z klubu. W kwietniu 2022 został ogłoszony nowym trenerem słowackiej drużyny HK Dukla Ingema Michalovce. Został zwolniony na początku listopada 2022.
Jego żoną została Jane, z którą ma dwoje dzieci, w tym córkę Lillian, która została studentką Uniwersytetu Acadia.

## Osiągnięcia
Reprezentacyjne
- Puchar Spenglera: 1992, 1996 z Team Canada

Klubowe
- Mistrzostwo konferencji CIAU: 1992, 1993, 1994
- Mistrzostwo uniwersyteckie Kanady: 1993 z Acadia Axemen[15]
- Pierwsze miejsce w sezonie zasadniczym CWSHL: 2016, 2017 z Grand Falls-Windsor Cataracts
- Mistrzostwo CWSHL: 2016 z Grand Falls-Windsor Cataracts
- Herder Memorial Trophy – mistrzostwo Nowej Fundlandii i Labradoru: 2016 z Grand Falls-Windsor Cataracts
- Wicemistrzostwo CWSHL: 2017 z Grand Falls-Windsor Cataracts
- Srebrny medal mistrzostw Polski: 2018 z Tauron KH GKS Katowice, 2022 z Re-Plast Unią Oświęcim
- Brązowy medal mistrzostw Polski: 2019 z Tauron KH GKS Katowice

Wyróżnienia
- Father George Kehoe Memorial Award – najlepszy trener sezonu CIAU: 1992/1993, 1994/1995[16]
- Najlepszy trener sezonu CWSHL: 2016/2017
- Galeria Sławy Uniwersytetu Acadia (Acadia Sports Hall of Fame): 2015[14]